# 少陰病
伝統中国医学における少陰病（しょういんびょう）は、三陰三陽病の一つで太陰病を過ぎて起こる外感性疾病。六経病では少陰経病である。傷寒論では、「少陰の病たる、脈微細、ただ寝んと欲するなり」といわれ、ますます元気がなくなり、臥床してうつらうつらしている。脈は微細で触れにくくなる。